# Atletisme als Jocs Olímpics d'Estiu de 2016
La competició d'atletisme als Jocs Olímpics d'Estiu de 2016 es va celebrar del 12 al 21 d'agost a l'Estadi Olímpic.

## Medaller
| Pos.  | País              | Or | Plata | Bronze | Total |
| 1     | Estats Units      | 13 | 10    | 9      | 32    |
| 2     | Kenya             | 6  | 6     | 1      | 13    |
| 3     | Jamaica           | 6  | 3     | 2      | 11    |
| 4     | R.P. de la Xina   | 2  | 2     | 2      | 6     |
| 5     | Sud-àfrica        | 2  | 2     | 0      | 4     |
| 6     | Regne Unit        | 2  | 1     | 4      | 7     |
| 7     | Alemanya          | 2  | 0     | 1      | 3     |
| 7     | Croàcia           | 2  | 0     | 1      | 3     |
| 9     | Etiòpia           | 1  | 2     | 5      | 8     |
| 10    | Canadà            | 1  | 1     | 4      | 6     |
| 11    | Polònia           | 1  | 1     | 1      | 3     |
| 12    | Bahrain           | 1  | 1     | 0      | 2     |
| 12    | Espanya           | 1  | 1     | 0      | 2     |
| 14    | Bahames           | 1  | 0     | 1      | 2     |
| 15    | Bèlgica           | 1  | 0     | 0      | 1     |
| 15    | Brasil            | 1  | 0     | 0      | 1     |
| 15    | Colòmbia          | 1  | 0     | 0      | 1     |
| 15    | Eslovàquia        | 1  | 0     | 0      | 1     |
| 15    | Grècia            | 1  | 0     | 0      | 1     |
| 15    | Tadjikistan       | 1  | 0     | 0      | 1     |
| 21    | França            | 0  | 3     | 3      | 6     |
| 22    | Algèria           | 0  | 2     | 0      | 2     |
| 23    | Nova Zelanda      | 0  | 1     | 3      | 4     |
| 24    | Austràlia         | 0  | 1     | 1      | 2     |
| 24    | Japó              | 0  | 1     | 1      | 2     |
| 26    | Belarús           | 0  | 1     | 0      | 1     |
| 26    | Bulgària          | 0  | 1     | 0      | 1     |
| 26    | Burundi           | 0  | 1     | 0      | 1     |
| 26    | Dinamarca         | 0  | 1     | 0      | 1     |
| 26    | Grenada           | 0  | 1     | 0      | 1     |
| 26    | Mèxic             | 0  | 1     | 0      | 1     |
| 26    | Països Baixos     | 0  | 1     | 0      | 1     |
| 26    | Qatar             | 0  | 1     | 0      | 1     |
| 26    | Veneçuela         | 0  | 1     | 0      | 1     |
| 35    | Cuba              | 0  | 0     | 1      | 1     |
| 35    | Hongria           | 0  | 0     | 1      | 1     |
| 35    | Kazakhstan        | 0  | 0     | 1      | 1     |
| 35    | Txèquia           | 0  | 0     | 1      | 1     |
| 35    | Sèrbia            | 0  | 0     | 1      | 1     |
| 35    | Trinitat i Tobago | 0  | 0     | 1      | 1     |
| 35    | Turquia           | 0  | 0     | 1      | 1     |
| 35    | Ucraïna           | 0  | 0     | 1      | 1     |
| Total | Total             | 47 | 47    | 47     | 141   |

## Medallistes

### Homes
| Event                  | Or                                                                    | Or         | Plata                                                                   | Plata    | Bronze                                                                   | Bronze   |
| 100 m                  | Usain Bolt · Jamaica                                                  | 9,81       | Justin Gatlin · Estats Units                                            | 9,89     | Andre de Grasse · Canadà                                                 | 9,91     |
| 200 m                  | Usain Bolt · Jamaica                                                  | 19,78      | Andre de Grasse · Canadà                                                | 20,02    | Christophe Lemaitre · França                                             | 20,12    |
| 400 m                  | Wayde van Niekerk · Sud-àfrica                                        | 43,03 RM   | Kirani James · Grenada                                                  | 43,76    | LaShawn Merritt · Estats Units                                           | 43,85    |
| 800 m                  | David Rudisha · Kenya                                                 | 1:42,15    | Taoufik Makhloufi · Algèria                                             | 1:42,61  | Clayton Murphy · Estats Units                                            | 1:42,93  |
| 1500 m                 | Matthew Centrowitz · Estats Units                                     | 3:50,00    | Taoufik Makhloufi · Algèria                                             | 3:50,11  | Nick Willis · Nova Zelanda                                               | 3:50,24  |
| 5000 m                 | Mohammed Farah · Regne Unit                                           | 13:03,30   | Paul Chelimo · Estats Units                                             | 13:03,90 | Hagos Gebrhiwet · Etiòpia                                                | 13:04,35 |
| 10000 m                | Mohammed Farah · Regne Unit                                           | 27:05,17   | Paul Tanui · Kenya                                                      | 27:05,64 | Tamirat Tola · Etiòpia                                                   | 27:06,26 |
| 110 m tanques          | Omar McLeod · Jamaica                                                 | 13,05      | Orlando Ortega · Espanya                                                | 13,17    | Dimitri Bascou · França                                                  | 13,24    |
| 400 m tanques          | Kerron Clement · Estats Units                                         | 47,73      | Boniface Tumuti · Kenya                                                 | 47,78    | Yasmani Copello · Turquia                                                | 47,92    |
| 3000 m obstacles       | Conseslus Kipruto · Kenya                                             | 8:03,28 RO | Evan Jager · Estats Units                                               | 8:04,28  | Mahiedine Mekhissi-Benabbad · França                                     | 8:11,52  |
| 4 × 100 m relleus      | Jamaica Asafa Powell · Yohan Blake · Nickel Ashmeade · Usain Bolt     | 37,27      | Japó Ryota Yamagata · Shota Iizuka · Yoshihide Kiryu · Asuka Cambridge  | 37,60    | Canadà Akeem Haynes · Aaron Brown · Brendon Rodney · Andre de Grasse     | 37,64    |
| 4 × 400 m relleus      | Estats Units Arman Hall · Tony McQuay · Gil Roberts · LaShawn Merritt | 2:57,30    | Jamaica Peter Matthews · Nathon Allen · Fitzroy Dunkley · Javon Francis | 2:58,16  | Bahames Alonzo Russell · Michael Mathieu · Steven Gardiner · Chris Brown | 2:58,49  |
| Marató                 | Eliud Kipchoge · Kenya                                                | 2:08:44    | Feyisa Lilesa · Etiòpia                                                 | 2:09:54  | Galen Rupp · Estats Units                                                | 2:10:05  |
| 20 km marxa            | Wang Zhen · R.P. de la Xina                                           | 1:19:14    | Cai Zelin · R.P. de la Xina                                             | 1:19:26  | Dane Bird-Smith · Austràlia                                              | 1:19:37  |
| 50 km marxa            | Matej Tóth · Eslovàquia                                               | 3:40:58    | Jared Tallent · Austràlia                                               | 3:41:16  | Hirooki Arai · Japó                                                      | 3:41:24  |
| Salt d'alçada          | Derek Drouin · Canadà                                                 | 2,38       | Mutaz Essa Barshim · Qatar                                              | 2,36     | Bohdan Bondarenko · Ucraïna                                              | 2,33     |
| Salt amb perxa         | Thiago Braz da Silva · Brasil                                         | 6,03 RO    | Renaud Lavillenie · França                                              | 5,98     | Sam Kendricks · Estats Units                                             | 5,85     |
| Salt de longitud       | Jeff Henderson · Estats Units                                         | 8,38       | Luvo Manyonga · Sud-àfrica                                              | 8,37     | Greg Rutherford · Regne Unit                                             | 8,29     |
| Triple salt            | Christian Taylor · Estats Units                                       | 17,86      | Will Claye · Estats Units                                               | 17,76    | Dong Bin · R.P. de la Xina                                               | 17,58    |
| Llançament de pes      | Ryan Crouser · Estats Units                                           | 22,52 RO   | Joe Kovacs · Estats Units                                               | 21,78    | Tomas Walsh · Nova Zelanda                                               | 21,36    |
| Llançament de disc     | Christoph Harting · Alemanya                                          | 68,37      | Piotr Małachowski · Polònia                                             | 67,55    | Daniel Jasinski · Alemanya                                               | 67,05    |
| Llançament de martell  | Dilshod Nazarov · Tadjikistan                                         | 78,68      | Ivan Tsikhan · Belarús                                                  | 77,79    | Wojciech Nowicki · Polònia                                               | 77,73    |
| Llançament de javelina | Thomas Röhler · Alemanya                                              | 90,30      | Julius Yego · Kenya                                                     | 88,24    | Keshorn Walcott · Trinitat i Tobago                                      | 85,38    |
| Decatló                | Ashton Eaton · Estats Units                                           | 8893 RO    | Kévin Mayer · França                                                    | 8834     | Damian Warner · Canadà                                                   | 8666     |

### Dones
| Event                  | Or                                                                               | Or          | Plata | Plata    | Bronze                                                                       | Bronze   |
| 100 m                  | Elaine Thompson · Jamaica                                                        | 10,71       | Tori Bowie · Estats Units                                                                                | 10,83    | Shelly-Ann Fraser-Pryce · Jamaica                                            | 10,86    |
| 200 m                  | Elaine Thompson · Jamaica                                                        | 21,78       | Dafne Schippers · Països Baixos                                                                          | 21,88    | Tori Bowie · Estats Units                                                    | 22,15    |
| 400 m                  | Shaunae Miller · Bahames                                                         | 49,44       | Allyson Felix · Estats Units                                                                             | 49,51    | Shericka Jackson · Jamaica                                                   | 49,85    |
| 800 m                  | Caster Semenya · Sud-àfrica                                                      | 1:55,28     | Francine Niyonsaba · Burundi                                                                             | 1:56,49  | Margaret Wambui · Kenya                                                      | 1:56,89  |
| 1500 m                 | Faith Kipyegon · Kenya                                                           | 4:08,92     | Genzebe Dibaba · Etiòpia                                                                                 | 4:10,27  | Jennifer Simpson · Estats Units                                              | 4:10,53  |
| 5000 m                 | Vivian Cheruiyot · Kenya                                                         | 14:26,17 RO | Hellen Onsando Obiri · Kenya                                                                             | 14:29,77 | Almaz Ayana · Etiòpia                                                        | 14:33,59 |
| 10000 m                | Almaz Ayana · Etiòpia                                                            | 29:17,45 RM | Vivian Cheruiyot · Kenya                                                                                 | 29:32,53 | Tirunesh Dibaba · Etiòpia                                                    | 29:42,56 |
| 100 m tanques          | Brianna Rollins · Estats Units                                                   | 12,48       | Nia Ali · Estats Units                                                                                   | 12,59    | Kristi Castlin · Estats Units                                                | 12,61    |
| 400 m tanques          | Dalilah Muhammad · Estats Units                                                  | 53,13       | Sara Petersen · Dinamarca                                                                                | 53,55    | Ashley Spencer · Estats Units                                                | 53,72    |
| 3000 m obstacles       | Ruth Jebet · Bahrain                                                             | 8:59,75     | Hyvin Jepkemoi · Kenya                                                                                   | 9:07,12  | Emma Coburn · Estats Units                                                   | 9:07,63  |
| 4 × 100 m relleus      | Estats Units Tianna Bartoletta · Allyson Felix · English Gardner · Tori Bowie    | 41,02       | Jamaica Christania Williams · Elaine Thompson · Veronica Campbell-Brown · Shelly-Ann Fraser-Pryce        | 41,36    | Regne Unit Asha Philip · Desiree Henry · Dina Asher-Smith · Daryll Neita     | 41,77    |
| 4 × 400 m relleus      | Estats Units Courtney Okolo · Natasha Hastings · Phyllis Francis · Allyson Felix | 3:19,06     | Jamaica Stephenie Ann McPherson · Anneisha McLaughlin-Whilby · Shericka Jackson · Novlene Williams-Mills | 3:20,34  | Regne Unit Eilidh Doyle · Anyika Onuora · Emily Diamond · Christine Ohuruogu | 3:25,88  |
| Marató                 | Jemima Sumgong · Kenya                                                           | 2:24:04     | Eunice Kirwa · Bahrain                                                                                   | 2:24:13  | Mare Dibaba · Etiòpia                                                        | 2:24:30  |
| 20 km marxa            | Liu Hong · R.P. de la Xina                                                       | 1:28:35     | María Guadalupe González · Mèxic                                                                         | 1:28:37  | Lü Xiuzhi · R.P. de la Xina                                                  | 1:28:42  |
| Salt d'alçada          | Ruth Beitia · Espanya                                                            | 1,97        | Mirela Demireva · Bulgària                                                                               | 1,97     | Blanka Vlašić · Croàcia                                                      | 1,97     |
| Salt amb perxa         | Ekaterini Stefanidi · Grècia                                                     | 4,85        | Sandi Morris · Estats Units                                                                              | 4,85     | Eliza McCartney · Nova Zelanda                                               | 4,80     |
| Salt de longitud       | Tianna Bartoletta · Estats Units                                                 | 7,17        | Britney Reese · Estats Units                                                                             | 7,15     | Ivana Španović · Sèrbia                                                      | 7,08     |
| Triple salt            | Caterine Ibargüen · Colòmbia                                                     | 15,17       | Yulimar Rojas · Veneçuela                                                                                | 14,98    | Olga Rypakova · Kazakhstan                                                   | 14,74    |
| Llançament de pes      | Michelle Carter · Estats Units                                                   | 20,63       | Valerie Adams · Nova Zelanda                                                                             | 20,42    | Anita Márton · Hongria                                                       | 19,87    |
| Llançament de disc     | Sandra Perković · Croàcia                                                        | 69,21       | Mélina Robert-Michon · França                                                                            | 66,73    | Denia Caballero · Cuba                                                       | 65,34    |
| Llançament de martell  | Anita Włodarczyk · Polònia                                                       | 82,29 RM    | Zhang Wenxiu · R.P. de la Xina                                                                           | 76,75    | Sophie Hitchon · Regne Unit                                                  | 74,54    |
| Llançament de javelina | Sara Kolak · Croàcia                                                             | 66,18       | Sunette Viljoen · Sud-àfrica                                                                             | 64,92    | Barbora Špotáková · Txèquia                                                  | 64,80    |
| Heptatló               | Nafissatou Thiam · Bèlgica                                                       | 6810        | Jessica Ennis-Hill · Regne Unit                                                                          | 6775     | Brianne Theisen-Eaton · Canadà                                               | 6653     |